# Панас Мирний (монета)
«Пана́с Ми́рний» — ювілейна монета номіналом 2 гривні, випущена Національним банком України. Присвячена 150-річчю від дня народження видатного письменника-демократа Панаса Мирного (П. Я. Рудченко, 1849—1920 роки) — автора відомих реалістичних творів: «Хіба ревуть воли, як ясла повні?», «Лимерівна», «Голодна воля», «Повія» та інших.
Монету введено в обіг 7 травня 1999 року. Вона належить до серії «Видатні особистості України».

## Опис монети та характеристики
| Номінал грн. | Метал      | Маса, г | Діаметр, мм | Якість виготовлення | Гурт     | Тираж, штук |
| ------------ | ---------- | ------- | ----------- | ------------------- | -------- | ----------- |
| 2            | нейзильбер | 12,8    | 31,0        | анциркулейтед       | рифлений | 50 000      |

### Аверс

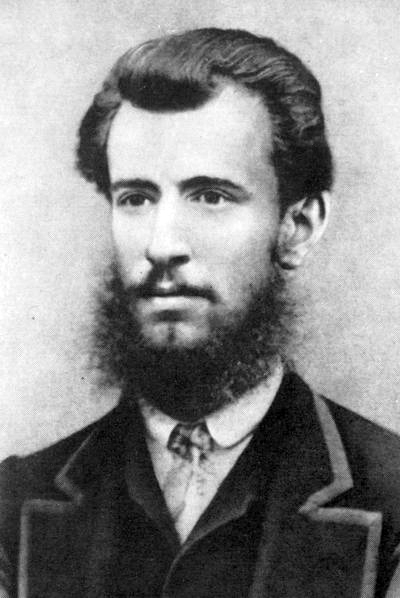
Панас Мирний, 1870 рік

На аверсі монети розмістили зображення малого Державного герба України в обрамленні гілок калини та стилізовані написи: «УКРАЇНА», «2 ГРИВНІ», «1999».

### Реверс
На реверсі монети зобразили поясний портрет Панаса Мирного, навколо якого розташували стилізований напис: «ПАНАС МИРНИЙ (П. Я.РУДЧЕНКО)», роки життя: «1849-1920» та його факсиміле.

## Автори
- Художник — Івахненко Олександр.
- Скульптори: Атаманчук Володимир, Дем'яненко Володимир.

## Вартість монети
Під час введення монети в обіг 1999 року, Національний банк України реалізовував монету за ціною 4 гривні 50 копійок.
Фактична приблизна вартість монети, з роками змінювалася так:
| Рік        | 2005 | 2006 | 2007 | 2008 | 2009 | 2010 | 2011 | 2012 | 2013 | 2014 | 2015 | 2016 | 2017 | 2018 | 2019 | 2020 | 2021 | 2022 | 2023 | 2024 | 2025 |
| ---------- | ---- | ---- | ---- | ---- | ---- | ---- | ---- | ---- | ---- | ---- | ---- | ---- | ---- | ---- | ---- | ---- | ---- | ---- | ---- | ---- | ---- |
| Ціна, грн. | 10   | 10   | 15   | 20   | 25   | 25   | 35   | 35   | 35   | 35   | 50   | 55   | 75   | 85   | 95   | 100  | 105  | 140  | 150  | 245  | 290  |